# Tour Colombia 2024
4. ročník etapového cyklistického závodu Tour Colombia se konal mezi 6. a 11. únorem 2024 v Kolumbii. Závod byl součástí UCI America Tour 2024 na úrovni 2.1.

## Týmy
Závodu se zúčastnilo 3 z 18 UCI WorldTeamů, 2 UCI ProTeamy, 14 UCI Continental týmů a 5 národních týmů. Všechny týmy nastoupily na start s šesti závodníky kromě kolumbijského národního týmu a týmu EF Education–EasyPost s pěti závodníky. Závod tak odstartovalo 142 jezdců.
UCI WorldTeamy
- Astana Qazaqstan Team
- EF Education–EasyPost
- Movistar Team

UCI ProTeamy
- Bingoal WB
- Team Corratec–Vini Fantini

UCI Continental týmy
- Canel's–Java
- Colombia Potencia de la Vida–Strongman
- GW Erco Shimano
- Nu Colombia
- Orgullo Paisa
- Panamá es Cultura y Valores
- Petrolike
- Sidi Ali–Unlock Team
- Swift Carbon Pro Cycling Brasil
- Team Banco Guayaquil–Bianchi
- Team Medellín
- Team Saitel
- Team Sistecredito
- Universe Cycling Team

Národní týmy
- Brazílie
- Ekvádor
- Estonsko
- Kolumbie
- Venezuela

## Trasa a etapy
| Etapa         | Datum         | Trasa                         | Vzdálenost | Typ      | Typ            | Vítěz                   |
| ------------- | ------------- | ----------------------------- | ---------- | -------- | -------------- | ----------------------- |
| 1             | 6. února      | Paipa – Duitama               | 155,8 km   |          | Rovinatá etapa | Fernando Gaviria (COL)  |
| 2             | 7. února      | Paipa – Santa Rosa de Viterbo | 168,6 km   |          | Zvlněná etapa  | Harold Tejada (COL)     |
| 3             | 8. února      | Tunja – Tunja                 | 141,9 km   |          | Rovinatá etapa | Alejandro Osorio (COL)  |
| 4             | 9. února      | Paipa – Zipaquirá             | 181,8 km   |          | Zvlněná etapa  | Mark Cavendish (GBR)    |
| 5             | 10. února     | Cota – Alto del Vino          | 138,3 km   |          | Horská etapa   | Richard Carapaz (ECU)   |
| 6             | 11. února     | Sopó – Bogota                 | 138,7 km   |          | Zvlněná etapa  | Jhonatan Restrepo (COL) |
| Celková délka | Celková délka | Celková délka                 | 654,4 km   | 654,4 km | 654,4 km       | 654,4 km                |

## Průběžné pořadí
| Etapa          | Vítěz             | Celkové pořadí    | Bodovací soutěž   | Vrchařská soutěž | Sprinterská soutěž   | Soutěž mladých jezdců | Soutěž týmů           |
| -------------- | ----------------- | ----------------- | ----------------- | ---------------- | -------------------- | --------------------- | --------------------- |
| 1              | Fernando Gaviria  | Fernando Gaviria  | Fernando Gaviria  | neuděleno        | David Santiago Gomez | José Ramon Muñiz      | Movistar Team         |
| 2              | Harold Tejada     | Harold Tejada     | Andrea Piccolo    | Yeison Reyes     | David Santiago Gomez | Cesar David Guavita   | Astana Qazaqstan Team |
| 3              | Alejandro Osorio  | Rodrigo Contreras | Rodrigo Contreras | Yeison Reyes     | David Santiago Gomez | Cesar David Guavita   | GW Erco Shimano       |
| 4              | Mark Cavendish    | Rodrigo Contreras | Fernando Gaviria  | Yeison Reyes     | David Santiago Gomez | Cesar David Guavita   | GW Erco Shimano       |
| 5              | Richard Carapaz   | Rodrigo Contreras | Rodrigo Contreras | Richard Carapaz  | David Santiago Gomez | José Ramon Muñiz      | EF Education–EasyPost |
| 6              | Jhonatan Restrepo | Rodrigo Contreras | Richard Carapaz   | Richard Carapaz  | David Santiago Gomez | José Ramon Muñiz      | EF Education–EasyPost |
| Konečné pořadí | Konečné pořadí    | Rodrigo Contreras | Richard Carapaz   | Richard Carapaz  | David Santiago Gomez | José Ramon Muñiz      | EF Education–EasyPost |

- Ve 2. etapě nosil Davide Persico, jenž byl druhý v bodovací soutěži, růžový dres, protože lídr této klasifikace Fernando Gaviria nosil žlutý dres lídra celkového pořadí.
- Ve 4. etapě nosil Andrea Piccolo, jenž byl třetí v bodovací soutěži, růžový dres, protože lídr této klasifikace Rodrigo Contreras nosil žlutý dres lídra celkového pořadí a druhý závodník této klasifikace David Santiago Gomez nosil světle modrý dres lídra sprinterské soutěže.
- V 6. etapě nosil Fernando Gaviria, jenž byl druhý v bodovací soutěži, růžový dres, protože lídr této klasifikace Rodrigo Contreras nosil žlutý dres lídra celkového pořadí.

## Konečné pořadí
| Legenda | Legenda                            | Legenda | Legenda                               |
| ------- | ---------------------------------- | ------- | ------------------------------------- |
|         | Označuje lídra celkového pořadí    |         | Označuje lídra vrchařské soutěže      |
|         | Označuje lídra bodovací soutěže    |         | Označuje lídra soutěže mladých jezdců |
|         | Označuje lídra sprinterské soutěže |         |                                       |